# 佩什托普市镇
佩什托普市镇（瑞典語：Perstorps kommun）是瑞典南部斯科讷省的一个市镇。其治所位于佩什托普。